# Lajosa
Lajosa (llamada oficialmente Santiago de Laxosa) es una parroquia y una aldea española del municipio de Corgo, en la provincia de Lugo, Galicia.

## Organización territorial
La parroquia está formada por ocho entidades de población, constando cinco de ellas en el nomenclátor del Instituto Nacional de Estadística español:

### Entidades de población
Entidades de población que forman parte de la parroquia:
- A Eirexa
- Airamonte
- As Carochas
- Donalbán
- Estación (A Estación)
- Laxosa
- Lousado (O Lousado)
- Ponte do Bao (A Ponte do Vao)

### Despoblado
Despoblado que forma parte de la parroquia:
- Penamoura

## Demografía

### Parroquia
| Gráfica de evolución demográfica de Lajosa (parroquia) entre 2000 y 2019 |
|                                                                          |
| Datos según el nomenclátor publicado por el INE.                         |

### Aldea
| Gráfica de evolución demográfica de Laxosa (aldea) entre 2000 y 2019 |
|                                                                      |
| Datos según el nomenclátor publicado por el INE.                     |